# クリミア独立宣言
クリミア・セヴァストポリ独立宣言（クリミア・セヴァストポリどくりつせんげん、ロシア語: ДЕКЛАРАЦИЯ о независимости Автономной Республики Крым и города Севастополя）は2014年3月11日、ウクライナ内のクリミア自治共和国最高会議（議会）ならびにセヴァストポリ特別市が採択した決議である。

## 背景
2013年11月よりウクライナ国内で発生した反政府運動は2014年2月にヴィクトル・ヤヌコーヴィチ政権の崩壊を招き、ウクライナ議会はオレクサンドル・トゥルチノフを大統領代行とする暫定政権を発足させた。しかし歴史的経緯からロシア系の住民が多いクリミア自治共和国はこの決定を認めず、ウクライナ暫定政権を承認しない立場のロシアは首都キエフを脱出したヤヌコーヴィチからクリミアへの軍の派兵を要請されたとして、クリミア内のロシア人保護を名目に3月1日に上院でウラジーミル・プーチン大統領が提案したクリミアへの軍事介入を承認。数日でクリミアを事実上の支配下に置いた。この時、ヤヌコーヴィチはロシアに送った書簡の中で、「西側諸国の影響を受けたテロや暴力が公然と行われている。人々は言語や政治的な理由によって迫害されている」と主張し、「そのため合法性、平和、法、秩序、安定を回復し、ウクライナ国民を守るためにプーチン・ロシア大統領に対し軍事力を行使するよう要請する」と述べた。これに対し、米国のサマンサ・パウエル国連大使は「ウクライナでロシア語を母語とする住民の生活が阻害されているという主張には裏付けがない」と反論した。
3月6日、クリミア最高会議はロシアへの帰属を求める決議を圧倒的賛成多数で採択し、ロシアへの編入を問う住民投票を3月16日に実施すると発表。ロシアでも領土編入手続きを定めた法律改正案の審議開始が明らかにされ、ロシアのクリミア編入が現実味を帯びていった。これに対してウクライナ暫定政権はクリミアのみで領土に関する住民投票を行うことは憲法違反にあたり無効であると反発。欧米諸国も住民投票への合法性に疑問を唱え、ロシアとの対立が深まっていった。

## 独立宣言
2014年3月11日、クリミア最高会議は16日の住民投票においてロシアへの編入が賛成多数を得た場合、クリミア自治共和国と、クリミア半島南部に位置しロシア黒海艦隊基地があるセヴァストポリ特別市が即時にウクライナよりいったん独立し、国際条約に照らしロシアに対して編入を提案するという内容の決議を出席議員81人中78人の賛成で採択した。セヴァストポリ市議会も同調し、共同でクリミア共和国・セヴァストポリ特別市独立宣言として発表した。
独立宣言は、国際連合憲章や民族自決について規定した各種国際文書、また国際司法裁判所が2010年にコソボのセルビアからの一方的な独立宣言を合法と裁定したことにも言及した。
クリミア最高会議広報部は、独立宣言はいかなる国際法にも抵触しないと主張し、コンスタンチノフ議長はクリミアがウクライナに戻る選択肢はなくなったと宣言した。
議会は同時に、クリミア独立後にクリミア・タタール語を公用語化するといった内容の決議も採択し、ロシア編入に反対する少数民族クリミア・タタール人への配慮を行った。
3月16日に行われた住民投票ではロシアへの編入に賛成する票が全体の9割を超え、翌17日、クリミア最高会議はウクライナからの独立とロシア連邦への編入を決議した。

## 目的
国際法上、当該国同士の合意なしに領土の帰属変更を行うことは認められない懸念があるため、独立宣言はクリミアの分離を既成事実化し、独立国家としてロシアに編入されるための体裁を整えるためのものとされた。

## 独立宣言の反響

### 国内
ウクライナ暫定政権は決議以前から違法であるとしており、クリミアの独立宣言を受け、ウクライナ最高会議はクリミアに再考を促す決議を採択。3月12日までにクリミアが住民投票を中止する決定を行わなければ自治共和国議会を解散することを決議した。
またヤヌコーヴィチ出身の地域党からも、独立宣言に対して反対の声があがった。

### 国外
- 日本 - 岸田文雄外務大臣は3月12日、衆議院外務委員会にて、ウクライナ領土の一体性確保やウクライナ憲法の規定を理由に、独立宣言の有効性に疑問があると答弁[16]。
- ロシア - 3月11日、外務省は独立宣言を合法的なものと認め、16日の住民投票の結果を尊重するとした[17]。
- アメリカ合衆国 - ジョン・ケリー国務長官は、独立宣言はウクライナ憲法に違反すると非難[18]。